# Gáshólmur
Gáshólmur es un illot deshabitat situat enfront de la costa oest de l'illa de Vágar, a les illes Fèroe. Ocupa una superfície de 10 ha, el que el converteix en el quart illot més gran de l'arxipèlag feroès després del Tindhólmur, el Mykineshólmur i el Trøllhøvdi. El seu punt més alt es troba a 65 m sobre el nivell del mar. És fàcilment visible des del poble de Bøur.
Gáshólmur forma part d'un grup d'illots i farallons que hi ha a la desembocadura del fiord Sørvágsfjørður. Tindhólmur és l'illot més important del conjunt, en el que també hi destaca el Drangarnir. Els únics animals que hi habiten són les aus marines. També hi ha ovelles col·locades a l'illot cada any per la gent de Sørvágur.